# أنتوني غودمان
أنتوني غودمان (بالإنجليزية: Anthony Goodman)‏ هو مؤرخ بريطاني، ولد في 1936، وتوفي في 3 أكتوبر 2016 في إدنبرة في المملكة المتحدة.